# Liste des ministres italiens des Participations de l'État
Cet article dresse la liste des ministres italiens des Participations de l'État entre 1957 et 1993, période d'existence du ministère.

## Liste des ministres
| Ministre           | Ministre                       | Mandat                             | Parti | Parti | Gouvernement     |
| ------------------ | ------------------------------ | ---------------------------------- | ----- | ----- | ---------------- |
|                    | Giuseppe Togni                 | 3 mars 1957 – 20 mai 1957          |       | DC    | Segni I          |
|                    | Giorgio Bo                     | 20 mai 1957 – 2 juillet 1958       |       | DC    | Zoli             |
|                    | Edgardo Lami Starnuti          | 2 juillet 1958 – 16 février 1959   |       | PSDI  | Fanfani II       |
|                    | Mario Ferrari Aggradi          | 16 février 1959 – 27 juillet 1960  |       | DC    | Segni II         |
| Tambroni           | Mario Ferrari Aggradi          | 16 février 1959 – 27 juillet 1960  |       | DC    |                  |
|                    | Giorgio Bo                     | 27 juillet 1960 – 13 décembre 1968 |       | DC    | Fanfani III·IV   |
| Leone I            | Giorgio Bo                     | 27 juillet 1960 – 13 décembre 1968 |       | DC    |                  |
| Moro I·II·III      | Giorgio Bo                     | 27 juillet 1960 – 13 décembre 1968 |       | DC    |                  |
| Leone II           | Giorgio Bo                     | 27 juillet 1960 – 13 décembre 1968 |       | DC    |                  |
|                    | Arnaldo Forlani                | 13 décembre 1968 – 6 août 1969     |       | DC    | Rumor I          |
|                    | Franco Maria Malfatti          | 6 août 1969 – 28 mars 1970         |       | DC    | Rumor II         |
|                    | Flaminio Piccoli               | 28 mars 1970 – 31 mai 1972         |       | DC    | Rumor III        |
| Colombo            | Flaminio Piccoli               | 28 mars 1970 – 31 mai 1972         |       | DC    |                  |
| Andreotti I        | Flaminio Piccoli               | 28 mars 1970 – 31 mai 1972         |       | DC    |                  |
|                    | Giulio Andreotti (par intérim) | 31 mai 1972 – 26 juin 1972         |       | DC    | Andreotti I      |
|                    | Mario Ferrari Aggradi          | 26 juin 1972 – 8 juillet 1973      |       | DC    | Andreotti II     |
|                    | Antonino Pietro Gullotti       | 8 juillet 1973 – 23 novembre 1974  |       | DC    | Rumor IV et V    |
|                    | Antonio Bisaglia               | 23 novembre 1974 – 5 août 1979     |       | DC    | Moro IV·V        |
| Andreotti III·IV·V | Antonio Bisaglia               | 23 novembre 1974 – 5 août 1979     |       | DC    |                  |
|                    | Siro Lombardini                | 5 août 1979 – 4 avril 1980         |       | DC    | Cossiga I        |
|                    | Gianni De Michelis             | 4 avril 1980 – 4 août 1983         |       | PSI   | Cossiga II       |
| Forlani            | Gianni De Michelis             | 4 avril 1980 – 4 août 1983         |       | PSI   |                  |
| Spadolini I·II     | Gianni De Michelis             | 4 avril 1980 – 4 août 1983         |       | PSI   |                  |
| Fanfani V          | Gianni De Michelis             | 4 avril 1980 – 4 août 1983         |       | PSI   |                  |
|                    | Clelio Darida                  | 4 août 1983 – 29 juillet 1987      |       | DC    | Craxi I·II       |
| Fanfani VI         | Clelio Darida                  | 4 août 1983 – 29 juillet 1987      |       | DC    |                  |
|                    | Luigi Granelli                 | 29 juillet 1987 – 13 avril 1988    |       | DC    | Goria            |
|                    | Carlo Fracanzani               | 13 avril 1988 – 27 juillet 1990    |       | DC    | De Mita          |
| Andreotti VI       | Carlo Fracanzani               | 13 avril 1988 – 27 juillet 1990    |       | DC    |                  |
|                    | Franco Piga                    | 27 juillet 1990 – 26 décembre 1990 |       | DC    | Andreotti VI     |
|                    | Giulio Andreotti (par intérim) | 26 décembre 1990 – 28 juin 1992    |       | DC    | Andreotti VI·VII |
|                    | Giuseppe Guarino               | 28 juin 1992 – 29 avril 1993       |       | DC    | Amato I          |